# Unificazione della Spagna
L'unificazione della Spagna, politica e culturale, fu lenta e graduale seguendo di pari passo la Reconquista delle zone islamizzate da parte dei principi degli stati cristiani arroccati sui monti nel Nord della penisola iberica. Prima della Reconquista, la Spagna era già stata un blocco territoriale unitario sotto i Romani e sotto i Visigoti ma fu disgregata con l'invasione araba.
La vittoria sui musulmani a Las Navas de Tolosa nel 1212 provocò una brusca accelerazione del processo di solidificazione dei due potenti stati che si spartivano insieme alla Navarra il territorio spagnolo: Castiglia e Aragona.
In Castiglia, con la reggenza di Alfonso X (1252-1284), si affermò definitivamente l'autorità sovrana sui vassalli, in Aragona, nonostante la struttura tripartita del regno (Aragona, Catalogna e Valencia) lasciasse spazio ad una parziale autonomia si creò una forte monarchia.

## Unità politica: Ferdinando II di Aragona e Isabella di Castiglia
Gli interessi convergenti portarono al matrimonio tra Ferdinando d'Aragona ed Isabella di Castiglia nel 1469 che sancì l'unione personale dei due Regni (che formano oggetto della comunione dei beni dei due sovrani-coniugi, come accadeva in virtù della concezione patrimoniale dello Stato). Essi non formano un regno unitario fino a quando non verranno riuniti nel patrimonio personale di un unico sovrano, che nella fattispecie sarà Carlo I di Spagna nel 1516 - il futuro imperatore Carlo V d'Asburgo.
Rimaneva un tassello per completare l'annessione di tutti i territori alla corona: la conquista dell'Emirato di Granada, ultimo baluardo saraceno sul continente, il quale seppur militarmente sfinito da secoli di lotta rimaneva una spina nel fianco alla corona spagnola. L'assalto a Granada viene portato a termine nel 1492 attuando un piano bellico curato della stessa Isabella.
La Spagna era unita ma non era ancora divenuta una nazione, infatti alla morte di Isabella nel 1504, quando Ferdinando riunirà sotto un'unica mano Castiglia ed Aragona, emergeranno e s'inaspriranno le contraddizioni e le differenze linguistiche, culturali e amministrative dei due regni.

## Unità religiosa: le vittime dell'unità, i Moriscos e gli ebrei
L'ordine che tutti i sudditi debbano professare l'unica fede cristiana, emanato dal sovrano e fortemente voluto da Isabella, che già aveva provocato l'istituzione del Tribunale dell'Inquisizione nel 1483 ad opera di Tomás de Torquemada, dopo il 1492 rivelò le sue conseguenze: negli anni immediatamente successivi 100.000 ebrei si arresero e si convertirono, più di 300.000 tra ebrei e Moriscos si rifugiarono nel Maghreb, nel Vicino Oriente e nel resto d'Europa, ma 2.000 persone finirono bruciate sul rogo.
Nonostante le persecuzioni alcuni nuclei musulmani rimasero nel Sud del paese fino al 1600.
Questa tragedia ebbe i suoi strascichi nella storia spagnola fomentando una intransigenza religiosa tale da far perpetrare atti efferati contro gli "infedeli" ancora per lungo tempo: simbolo di questa vicenda fu la tragica figura del marrano ossia dell'ebreo costretto ad abbracciare la religione cristiana che, pur professandosi pubblicamente cattolico, manteneva le proprie tradizioni ancestrali, restando in privato fedele al giudaismo.

## Storia dal 1469 al 1516
Il 19 ottobre 1469, nella città di Valladolid Ferdinando II d'Aragona sposò Isabella di Castiglia e fu decretata l'unione de facto della Castiglia con la Corona d'Aragona. Il matrimonio fu celebrato in segreto. Il processo di integrazione fra i due regni, uniti solo sul piano personale ma ancora indipendenti sul piano istituzionale, fu lento e fortemente contrastato.
In Castiglia, per il contratto di matrimonio (capitulaciones), a Isabella era riservata l'amministrazione mentre la giustizia era amministrata congiuntamente invece in Aragona Ferdinando II governava da solo.
Ferdinando II, in qualità di re di Sicilia, divenne il protettore del Papato e, con la mediazione del vescovo di Valencia, Rodrigo Borgia, sfruttò tale potere per istituire l'Inquisizione, intendendo con essa eliminare le forze che avrebbero potuto ostacolare il consolidamento di Aragona e di Castiglia al fine della loro fusione in un unico Regno. Riuscì così ad ottenere il consenso di papa Sisto IV che, nel 1478, emanò una Bolla (Exigit sinceras devotionis affectus) con cui veniva istituita l'Inquisizione spagnola che successivamente (1483) venne sottratta a qualsiasi ingerenza papale.
Solo nel 1479 avendo difeso i diritti della moglie contro Alfonso IV del Portogallo con la firma del Trattato di Alcáçovas, avendo posto fine alla Guerra di successione castigliana, Ferdinando II divenne re d'Aragona e associò Isabella, con pieni diritti, anche nel governo del nuovo regno di Castiglia e Aragona.
Dal 1482 le forze militari congiunte ripresero l'offensiva contro i musulmani che culminarono nell'assedio di Granada.
Dopo la caduta di Granada, Papa Innocenzo VIII (1484-1492) conferì a Isabella ed al marito Ferdinando il titolo di "Maestà cattolica".
L'entrata ufficiale dei Re Cattolici nel palazzo fortezza dell'Alhambra, il 2 gennaio 1492, viene commemorato ancora oggi dalle autorità comunali della città di Granada.
Successivamente finanziarono il viaggio di Cristoforo Colombo che portò alla scoperta involontaria del continente americano.
Alla morte di Isabella (1504), tuttavia, Ferdinando ottenne la reggenza di Castiglia in nome dell'erede al trono, sua figlia Giovanna di Castiglia (1479-1555), detta la Pazza.
Nel 1512 Ferdinando II d'Aragona invase la parte meridionale della Navarra a sud dei Pirenei (Alta Navarra) ed Il 23 marzo del 1513 le cortes di Pamplona dichiararono l'annessione al regno d'Aragona e poi, nel 1515, le cortes castigliane, a Burgos, dichiararono l'Alta Navarra parte del regno castigliano.
Nel 1516, con la morte di Ferdinando II, suo nipote Carlo V d'Asburgo estromise Giovanna ed erediterà i regni di Castiglia e di Aragona diventando di fatto il primo Re di Spagna.

## Bibliografia

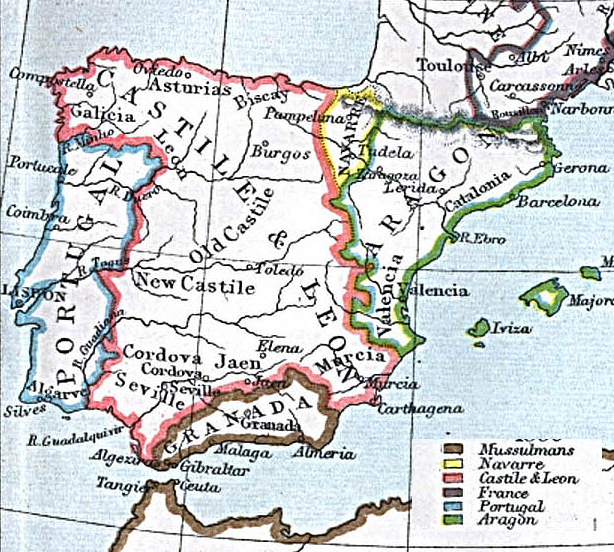
La penisola iberica nel 1360